# Ziegelroda
Ziegelroda ist ein Ortsteil der Stadt Querfurt, welcher im Saalekreis in Sachsen-Anhalt liegt.

## Geografie
Ziegelroda liegt an der Straße von Querfurt im Osten nach Artern im Westen im südlichen Teil einer großen Lichtung im Ziegelrodaer Forst, einem ausgedehnten Waldgebiet an der Grenze zu Thüringen.

## Geschichte
Im Jahre 1140 wurde in der Nähe des Klosters Roßleben ein kleines Pfarrdorf mit Kapelle und winzigen Türmchen gegründet. Das Dorf entstand zu Ehren der Gattin Mathilde des Grafen Ludwig I. von Wippra mit Namen Mathilderode oder aber auch Mechilrode. Die Gräfin ließ Hörige ansiedeln um Felder zu bewirtschaften und um das Kloster mit allen möglichen Erzeugnissen zu versorgen. Die Gründung des eigentlichen Dorfes Ziegelroda kann auf die Jahre 1140 bis 1151 datiert werden.
Es existieren viele Funde aus dem Ziegelrodaer Forst; der bekannteste ist die Himmelsscheibe von Nebra, die auf dem Mittelberg im Süden gefunden wurde.
Am 12. April 1945 erhielten anrückende US-Panzer Abwehrfeuer aus dem Ort und dem Ziegelrodaer Forst. Sie beschossen daraufhin das Dorf und richteten Gebäudeschäden an. Zwei Frauen und ein Kind starben. In einem Soldatengrab in Ziegelroda ruhen neun deutsche Soldaten, von denen mindestens zwei nach Gefangennahme erschossen worden sind.
Am 1. Mai 1974 wurde Landgrafroda in die Gemeinde eingemeindet. Am 1. Januar 2004 verlor dann Ziegelroda seine politische Eigenständigkeit und wurde nach Querfurt eingemeindet.

## Kultur und Sehenswürdigkeiten

### Bauwerke
- Kirche St. Markus
- Glockenstuhl
- Schandstein
- Kriegsgräberdenkmal

### Regelmäßige Veranstaltungen
- Osterfeuer auf dem Festplatz, jährlich am Gründonnerstag
- Pfingstfest auf dem Festplatz, jährlich am Pfingstwochenende
- Heimatfest auf dem Festplatz, jährlich im Juli
- Weihnachtsmarkt zur Weihnachtszeit auf dem Festplatz bzw. ehemaligen Schulgelände

## Persönlichkeiten

### Söhne und Töchter des Dorfes
- Christa Gießler (* 1954 in Ziegelroda), Schriftstellerin